# Riddelliin
Riddelliin ist eine chemische Verbindung aus der Gruppe der Pyrrolizidinalkaloide.

## Vorkommen

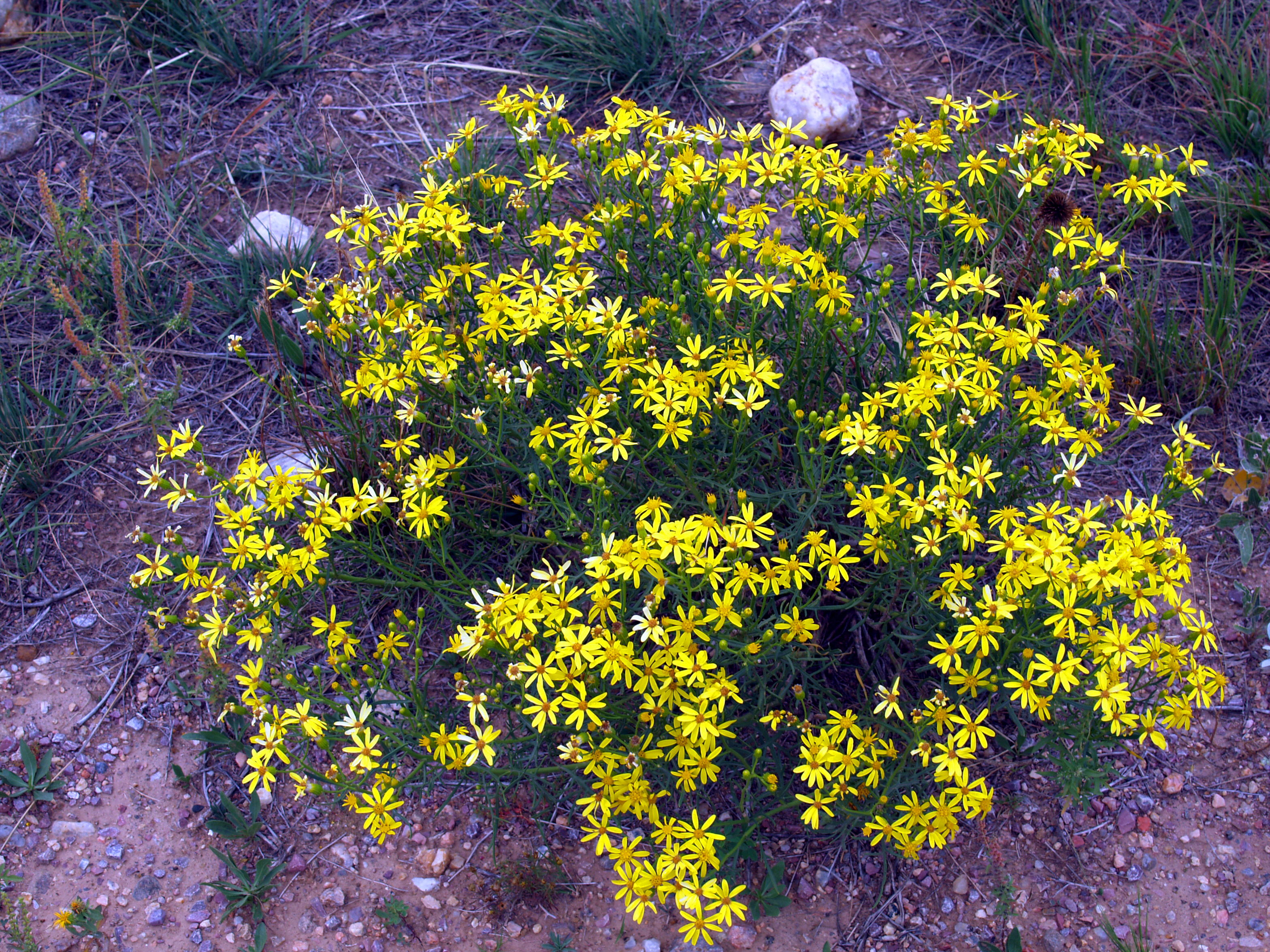
Senecio riddellii

Riddelliin ist ein natürlich vorkommendes Pyrrolizidinalkaloid, welches in Weidepflanzen der Gattungen Crotalaria, Amsinckia und Senecio vorkommt. Riddelliin selbst wurde in Pflanzen der Gattung Senecio (S. riddellii, S. longiflorus, S. eremophilus, S. vernalis, S. cruentus, S. longilobus, S. aegyptus, S. desfontainei/S. coronopifolius und S. jacobaea) nachgewiesen. Da diese auf Nutzflächen wachsen kann die Verbindung als Verunreinigung auch in Lebensmitteln wie Fleisch, Getreide, Samen, Milch, Kräutertee und Honig enthalten sein.
Riddelliin wurde zuerst 1939 von Richard H. F. Manske aus S. riddellii isoliert.

## Eigenschaften
Riddelliin ist als Feststoff bei Raumtemperatur unter diffusem Licht 12 Monate oder länger stabil. Alkoholische und wässrige Lösungen von Riddelliin sind bei Raumtemperatur und unter Lichtschutz ebenfalls stabil.

## Regulierung
Über den Safe Drinking Water and Toxic Enforcement Act of 1986 besteht in Kalifornien seit 2004 eine Kennzeichnungspflicht für Produkte, die Riddelliin enthalten.